# 西澤信正
西澤 信正（西沢 信正、にしざわ のぶまさ、1931年2月7日 - 2009年8月14日）は、名古屋を中心に活動したジャーナリスト、ニュースキャスター、大学教授。

## 生涯
山口県下関市出身。京都府立洛北高等学校→同志社大学文学部英文科卒業後、1953年に中日新聞社（当時は「中部日本新聞社」）に入社。当初は社会部記者として活動するが、後にカイロ、ワシントンD.C.特派員記者、東京本社（東京新聞）国会担当記者を歴任。1976年から名古屋本社文化部長を務めた。
1978年、東海テレビ放送が「イブニングニュース」シリーズ (630→600) をスタートさせると、中日新聞社が東海テレビのニュース制作に現在に至るまで協力している関係から初代メインキャスターに抜擢される。その後順次東海テレビのアナウンサーらにバトンタッチしていきながら、定年となる1990年まで担当した。
定年退職後は学界に転じ、名古屋造形芸術短期大学教授、名古屋造形芸術大学講師、名古屋大学講師、金城学院大学教授などを歴任していた。